# Биороботика
Биороботиката е термин, който не много точно покрива областите на кибернетиката, биониката и дори генното инженерство като една наука.
Биоробитиката често се отнася като клон на роботиката, изучавайки как да направи роботите по съотносими или имитиращи живите организми, както механично така и химично. Терминът се употребява и в обърнато значение, а именно създаване на живи организми функциониращи като роботи, като ксеноботите.

## Биороид
Малка група от киберпънк и мека аниме, манга и ролеви игри използват термина биороид, понякога за частично или напълно биологически робот или за порода генетично създадени хора роби, подобно на репликантите в Блейд Рънър.
През 1985 аниме сериалът Robotech популляризира термина след като го преизползва от по ранното японско аниме The Super Dimension Cavalry Southern Cross.
През 1988 г. приключенската игра Snatcher също използва думата „биороид“.
В аниме/мангата Ябълково семе на Масамуне Широу публикувана през 1985 г., приблизително половината от населението на утопичния град Олимпус са биороиди. В друга творба на автора Ghost in the Shell: S.A.C. 2nd GIG има биороид от ранна генерация на име Прото.